# El Lobo, Querétaro Arteaga
El Lobo är en ort i Mexiko.   Den ligger i kommunen Landa de Matamoros och delstaten Querétaro Arteaga, i den centrala delen av landet, 210 km norr om huvudstaden Mexico City. El Lobo ligger 1 561 meter över havet och antalet invånare är 701.
Terrängen runt El Lobo är kuperad åt nordväst, men åt sydost är den bergig. Runt El Lobo är det ganska tätbefolkat, med 72 invånare per kvadratkilometer. Närmaste större samhälle är Xilitla, 17,1 km nordost om El Lobo. I omgivningarna runt El Lobo växer huvudsakligen savannskog.